# 結 (新潟市)
結（むすぶ）は、新潟県新潟市秋葉区の町字。郵便番号は956-0803。

## 概要
1889年（明治22年）から現在の大字。能代川下流左岸に位置する。もとは江戸時代から1889年（明治22年）まであった結新田の区域の一部。
地名の由来は以下の2説による。
1. 草分百姓が屋敷の境界のしるしに葦を結んだことによる。
2. 鎮守の道祖神社が縁結びの神であることによる。

### 隣接する町字
北から東回り順に、以下の町字と隣接する。
能代川沿い
- 荻島
- 川口
- 福島
- 田島

※能代川を挟んで七日町、満願寺と隣接。
信越本線沿い
- 田島
- 福島
- 川口

新津バイパス、磐越自動車道沿い
- 中野
- 荻島
- 福島
- 川口
- 覚路津
- 市之瀬
- 車場

## 歴史
検地は1677年（延宝5年）、1795年（寛政7年）。

### 分立した町字
1889年（明治22年）以後に、以下の町字が分立。
みそら野（-の）
2007年（平成19年）10月15日に分立した町字。

### 年表
- 1889年（明治22年）4月1日 : 合併により川結村の大字となり、川結村役場所在地となる[6]。
- 1901年（明治34年）11月1日 : 合併により荻川村の大字となる。
- 1939年（昭和14年）11月1日 : 合併により新津町の大字となる。
- 1951年（昭和26年）1月1日 : 新津町が市制を施行し、新津市の大字となる。
- 2005年（平成17年）3月21日 : 合併により新潟市の大字となる。
- 2007年（平成19年）4月1日 : 新潟市の政令指定都市移行により、秋葉区の大字となる。

## 世帯数と人口
2025年（令和7年）4月現在の世帯数と人口は以下の通りである。
| 大字 | 世帯数  | 人口    |
| ---- | ------- | ------- |
| 結   | 548世帯 | 1,438人 |

## 小・中学校の学区
市立小・中学校に通う場合、学区は以下の通りとなる。
| 番地 | 小学校           | 中学校                 |
| ---- | ---------------- | ---------------------- |
| 全域 | 新潟市立結小学校 | 新潟市立新津第二中学校 |

## 主な企業・施設
- 新潟市立結小学校
- 新潟市立結幼稚園

## 交通
- 新潟県道5号新潟新津線